# ویلیام دین هاولز
ویلیام دیم هاولز (به انگلیسی: William Dean Howells)، ‏(۱۹۲۰–۱۸۳۷) معروف‌ترین نویسندهٔ مکتب رئالیسم قرن نوزدهم در کشور آمریکا به‌شمار می‌رود. وی که از اوایل دوران نویسندگی‌اش به شدت تحت‌تأثیر سبک تولستوی بود، اندیشه‌های رئالیستی را با شور و علاقهٔ بسیار ترویج و توصیه می‌کرد. درست است که امروز دیگر چندان آثار او را نمی‌خوانند، اما تأثیر او در ادبیات آمریکایی و شیوه‌های رئالیستی بسیار بود. هاولز نخستین رئیس فرهنگستان ادب و هنر آمریکا بود. آثار او شامل نمایشنامه، شعر، سفرنامه، زندگی‌نامهٔ خودنوشت و نقد ادبی است.

## آثار

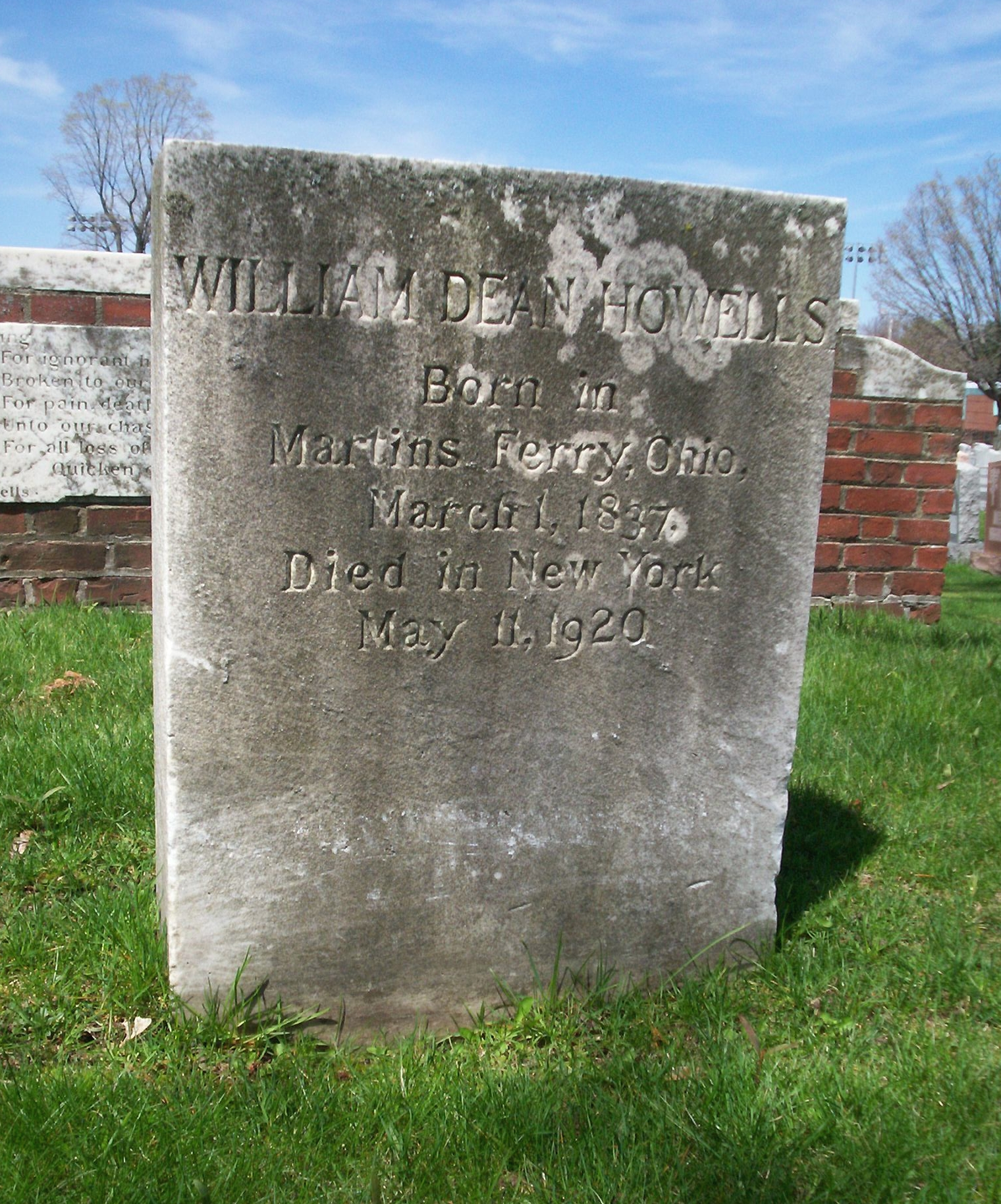

ترقی سیلاس لفام (۱۸۸۵) مشهورترین رمان هاولز و تخستین رمان بزرگ آمریکایی است.
کتاب نقد و داستان (Criticism and Fiction) از مهم‌ترین آثار او در حوزهٔ نقد ادبی است.
برخی دیگر از آثار هاولز به شرح زیر می‌باشد:
- زندگی ونیزی (۱۸۶۷)
- سفرهای ایتالیا (۱۸۶۷)
- پیرنگ حومهٔ شهر (۱۸۷۱)
- سفرشان در ماه عسل (۱۸۷۲)
- آشنایی تصادفی (۱۸۷۳)
- حضور جعلی (۱۸۷۷)
- بانوی آروستوک (۱۸۷۹)
- سرزمین نامکشوف (۱۸۸۰)
- مسئولیت دلهره‌آور (۱۸۸۱)
- تمرینات آقای برین (۱۸۸۱)
- خرد زنانه (۱۸۸۲)
- نمونهٔ نو (۱۸۸۲)
- سه دهکده (۱۸۸۴)
- شهرهای توسکان (۱۸۸۵)
- شاعران جدید ایتالیا (۱۸۸۷)
- آنی کیلبرن (۱۸۸۷/۸۸)
- تله موش (۱۸۸۹)
- تصادف ثروت جدید / خطر ثروت‌های تازه (۱۸۹۰)
- شهر یک پسر بچه (۱۸۹۰)
- انتقاد و قصه (۱۸۹۱)
- شب پیش از کریسمس (۱۸۹۲)
- کیفیت شفقت (۱۸۹۲)
- دنیای شانس (۱۸۹۳)
- مسافری از آلترونیا (۱۸۹۴)
- عالائق ادبی من (۱۸۹۵)
- تئاثیرات و تجربیات (۱۸۹۶)
- دوستان و آشنایان ادبی (۱۹۰۰)
- قهرمانان زن داستان (۱۹۰۱)
- ادبیات و زندگی (۱۹۰۲)
- خانواده کنتون (۱۹۰۲)
- از سوراخ سوزن (۱۹۰۷)
- میان تاریکی و روشنایی (۱۹۰۷)
- مارک توین من (۱۹۱۰)
- سال‌های جوانی من (۱۹۱۶) خودزندگینامه
- تقاضای جدید
- جهان اتفاق
- زندگی آبراهام لینکلن در جنگ
- فداکاری
- خارج از موضوع
- بخشنده سوداگر
- واگن سالن دار / واگن تخت خوابدار
- اشعار دو دوست
- شاعران و شعر غرب
- هفت شهر انگلستان
- رمانس‌ها
- صندلی راحت
- مصاحبه‌های خیالی
- هوای خوش آخر پاییز
- بیست و پنجمین ماه عسل آنها
- خارج از مدیر